# Elatostema rostratum
Elatostema rostratum là loài thực vật có hoa trong họ Tầm ma. Loài này được (Blume) Hassk. mô tả khoa học đầu tiên năm 1844.